# Sveti Andrija (Pulski zaljev)
Sveti Andrija (tal. Scoglio Sant'Andrea), otok smješten u pulskom zaljevu. Administrativno pripada mjesnom odboru Stari Grad.
Površina otoka je 36.259 m2, duljina obalne crte 1214 m, a visina 24 metra.
Otok Sv. Andrija uz otok Sv. Katarinu dijeli pulski zaljev u dva manja bazena. Trenutno otok koristi brodogradilište Uljanik za odlaganje brodskih sekcija, a namjera je da se otok uklopi u ugostiteljsko-turističku ponudu Pule.

## Znamenitosti
Na otočiću se nalaze ruševine bizantske crkvice i austrougarski Fort Kaiser Franz. Zapadno od Svetog Andrije nalazi se pod morem olupina potopljenog broda Viribus Unitis. 

## Povijest
Talijanski renesansni geograf, liječnik i pisac Giuseppe Rosaccio u svom izolaru "Viaggio da Venetia a Costantinopoli" spominje otoke Pulskog zaljeva. Izričito navodi da u pulskoj luci postoji 6 otoka ne spominjući njihova imena. Iako je ovaj broj upitan, jer drugi izvori najčešće spominju četiri otoka, Rosaccio sigurno govori o Sv. Andriji (Scoglio Sant'Andrea), te današnjim poluotocima - Uljaniku (Scoglio Olivi), Sv. Katarini (Scoglio Santa Catarina), Sv. Petru (Scoglio San Pietro) i Sv. Ivanu (Scoglio San Giovanni).